# Mission Aviation Fellowship
Mission Aviation Fellowship (MAF) es una organización cristiana que proporciona servicios de aviación, comunicaciones y tecnología de aprendizaje a más de 1.000 agencias cristianas y humanitarias, así como a miles de misioneros aislados y aldeanos indígenas en las zonas más remotas del mundo. Hay tres centros operativos principales: Nampa, Idaho (Estados Unidos), Ashford, Kent (Reino Unido) y Cairns, Queensland (Australia). Estos centros brindan apoyo operativo a programas en las regiones de América, África y Asia-Pacífico. En 2010, MAF prestó servicios en más de 55 países, transportando a 201.710 pasajeros con una flota de unos 130 aviones.

## Historia
MAF comenzó con varios pilotos de la Segunda Guerra Mundial que tuvieron una visión de cómo se podría utilizar la aviación para difundir la fe cristiana. Después de la guerra, Jim Truxton (estadounidense), Murray Kendon (británico) y Edwin Hartwig (australiano), con el apoyo de cristianos de ideas afines, fundaron agencias de aviación misioneras en sus respectivos países.
La organización estadounidense fue la primera en volar, bajo el nombre de Christian Airmen's Missionary Fellowship (CAMF), más tarde conocida como Mission Aviation Fellowship (MAF). En 1946, la piloto Betty Greene voló el primer avión de MAF en su vuelo inaugural, transportando a dos misioneros de Wycliffe Bible Translators a un lugar remoto en la jungla de México. Además de Truxton y Greene, otros primeros miembros de CAMF incluyen a Charlie Mellis, Nate Saint, Larry Montgomery, Grady Parrott, George Fisk, Clarence Soderberg y Jim Buyers. Los primeros campos de servicio de MAF fueron México, Perú y Ecuador (estableciendo su sede en el Aeropuerto Río Amazonas de Mera, Pastaza. Con el paso de los años, la organización se expandió para prestar servicios a muchos países de África, América Latina, Asia y Eurasia.
En el Reino Unido, Missionary Aviation Fellowship se organizó inicialmente como un ala del Movimiento Mildmay (una organización misionera cristiana), aunque luego se convirtió en una organización independiente. Murray Kendon jugó un papel decisivo en la fundación de la agencia, al igual que Jack Hemmings, Stuart King y Tom Banham. MAF Reino Unido realizó un estudio de África Central en 1948, seguido del servicio en Sudán en 1950. En los años siguientes, la organización del Reino Unido amplió el servicio a otros países africanos.
La reunión organizativa de una organización MAF australiana (AMAF) se celebró el 30 de junio de 1947. Los primeros miembros incluyeron a Edwin “Harry” Hartwig, Leonard Buck, John Nimmo, Bruce Morton y Ken Cooper. Después de la compra de un avión De Havilland DH.82 Tiger Moth en 1949, Hartwig y Alex Friend emprendieron un estudio del norte de Australia. Luego, Hartwig completó una encuesta de evaluación de necesidades en Nueva Guinea. En 1951, Hartwig, junto con Bob y Betty Hutchins de MAF Estados Unidos, establecieron su servicio en Nueva Guinea, con base en Madang. El 6 de agosto de 1951, Hartwig murió cuando su avión se estrelló en el paso de Asaroka en las tierras altas centrales de Nueva Guinea.En los años siguientes, el trabajo en Papúa Nueva Guinea y Nueva Guinea Neerlandesa (más tarde llamada Irian Jaya o Nueva Guinea Occidental, ahora Papúa, Indonesia) continuó gracias a los esfuerzos conjuntos de las organizaciones MAF de Australia y Estados Unidos. Posteriormente, AMAF estableció servicios en el centro y norte de Australia (Tierra de Arnhem), Borneo y Bougainville.
MAF llamó la atención mundial cuando, en 1956, el piloto estadounidense de MAF, Nate Saint, y otros cuatro misioneros fueron asesinados en una playa de Ecuador por los huaorani (ver Portales del esplendor). Los familiares de los asesinados regresaron a Ecuador y evangelizaron finalmente a la tribu, y algunos de los hombres que mataron a los misioneros finalmente se convirtieron al cristianismo. La historia apareció en la revista Life y se han realizado varios largometrajes sobre la vida y la muerte de estos misioneros, incluido End of the Spear (El final del espíritu) en 2005.
En años posteriores, se establecieron agencias MAF en otros países, incluidos Nueva Zelanda, Sudáfrica, Surinam, Finlandia, Países Bajos, Suecia, Noruega, Dinamarca, Brasil, México, Colombia y Canadá.
MAF Learning Technologies (MAF LT) se desarrolló de manera similar al soporte de aviación. El personal de MAF vio las necesidades de los líderes religiosos aislados que podían satisfacerse con el uso de diversas tecnologías educativas, entre ellas Internet, computadoras, reproductores MP3 y otros dispositivos de comunicación. MAF Learning Technologies brinda apoyo a muchos otros ministerios que buscan brindar capacitación en liderazgo, educación y desarrollo comunitario a personas en áreas aisladas.

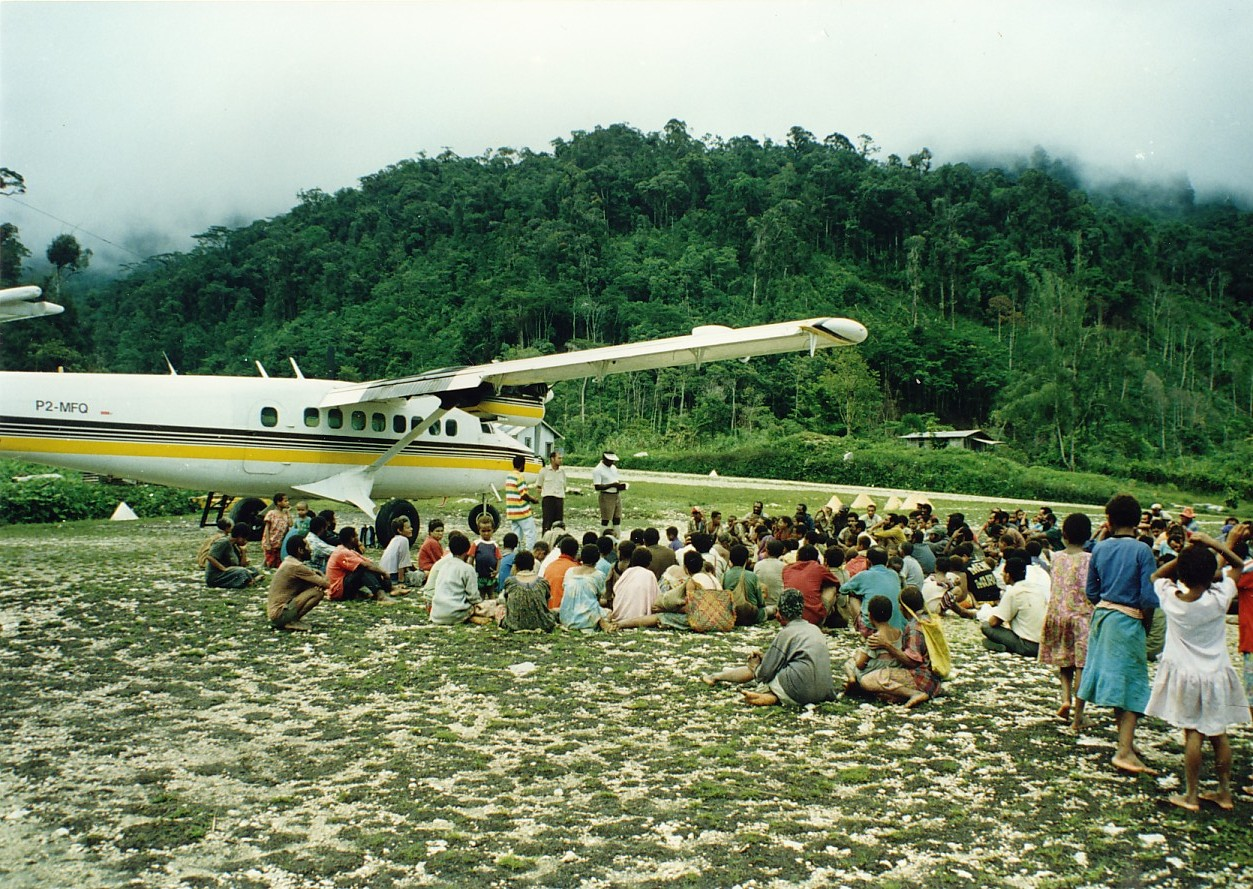
De Havilland Canadá DHC-6 Twin Otter de Mission Aviation Fellowship en Selbang, Papúa Nueva Guinea (1994)

## Servicios
Los misioneros de MAF realizan tareas tan diversas como cavar pozos en Mali, brindar servicios de socorro en casos de desastre en Sumatra, instalar comunicaciones en la jungla y redes wifi de Internet en Papúa Nueva Guinea y Ecuador, operar centros de computación en aldeas rurales africanas y brindar servicios de ambulancia aérea en Timor Oriental y Haití, y proyectando la película Jesús en pueblos remotos. Su división de tecnologías de aprendizaje brinda capacitación y recursos bíblicos para miles de pastores y líderes de iglesias aislados. La organización centra su trabajo misionero en las áreas de evangelización y fomento de la iglesia; asistencia medica; respuesta al desastre; desarrollo comunitario; y capacitación y desarrollo de los pueblos indígenas.
MAF se ha vuelto muy conocido como proveedor de servicios de respuesta y socorro ante desastres. Tras el terremoto y tsunami del Océano Índico de 2004, MAF proporcionó apoyo aéreo y de comunicaciones en Sumatra a las agencias humanitarias que respondieron a la crisis. En 2007, MAF proporcionó ayuda tras el ciclón Sidr en Bangladesh y el huracán Félix en Nicaragua, y trabajó con la Organización Mundial de la Salud y los Centros para el Control y la Prevención de Enfermedades para detener un brote de ébola en la República Democrática del Congo. En 2008, aviones MAF evacuaron a misioneros y trabajadores humanitarios extranjeros de Chad luego de la violencia allí generada. Ese mismo año, MAF lanzó desde el aire alimentos y suministros médicos a aldeanos varados por las inundaciones tras cuatro tormentas mortales en Haití, y sirvió en campos de refugiados en la República Democrática del Congo tras enfrentamientos entre el gobierno y las fuerzas rebeldes. MAF también brindó servicios de socorro en respuesta al terremoto de enero de 2010 en Haití.
MAF también proporciona Internet, I.T. y comunicaciones RF para sus diversos proyectos en todo el mundo. En caso de desastres, MAF utiliza una terminal VSAT móvil que puede "facturarse" como equipaje en la mayoría de las aerolíneas comerciales. Esta terminal puede proporcionar comunicaciones de emergencia en cualquier parte del mundo y puede implementarse rápidamente.

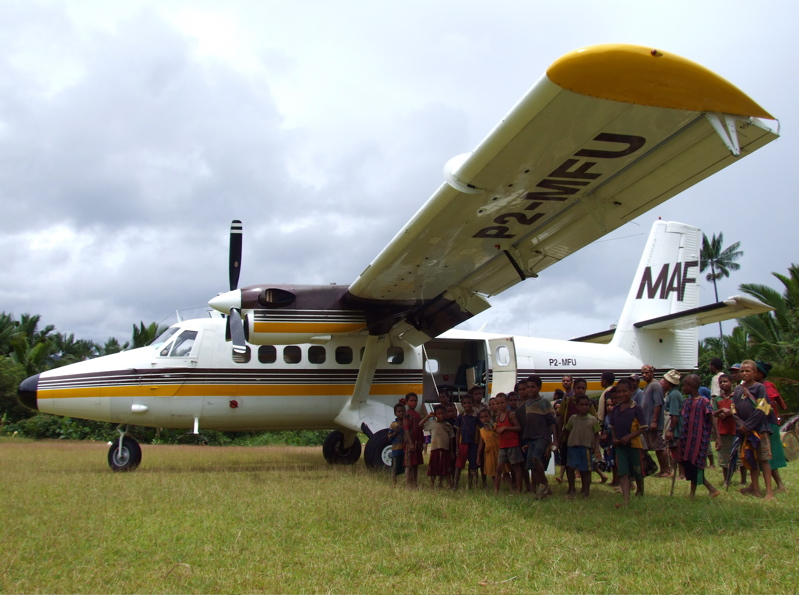
De Havilland Canadá DHC-6 Twin Otter de Mission Aviation Fellowship (2007)

## Aeronaves
Mission Aviation Fellowship brinda servicios de transporte a misioneros, traductores, personal de apoyo, consultores, capacitadores y lingüistas; proporciona evacuaciones médicas; y ayuda en el trabajo de socorro en casos de desastre. En algunas áreas, también se brinda apoyo a muchas organizaciones misioneras cristianas, hospitales, población local y gobiernos. Dado que estos servicios implican volar en pistas empinadas, cortas o difíciles, Mission Aviation Fellowship brinda a su personal capacitación en STOL y otras técnicas especializadas.
Los aviones utilizados actualmente (mayo de 2025) incluyen:
- 40 Cessna 208 Caravan.
- 13 Gippsland GA-8.
- 13 Cessna 206.
- 12 Quest Kodiak.
- 4 Cessna 172.
- 3 Cessna 185.
- 2 Cessna 182.
- 1 Cessna 207.
- 1 Beechcraft King Air.
- 1 Pilatus PC-12.

También operó en el pasado:
- 7 De Havilland Canada DHC-6 Twin Otter.

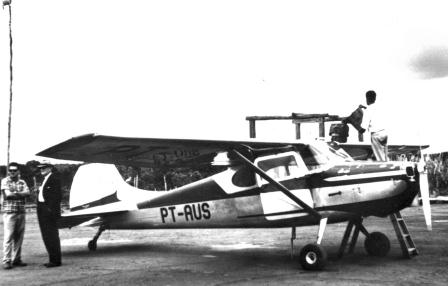
Cessna 185 de Mission Aviation Fellowship en Brasil (1961)

- 1 Cessna 404.
- 1 Cessna 210.
- 1 GAF Nomad.
- 1 Cessna 402.
- 1 Beechcraft Bonanza.
- 1 Mooney M20.
- 1 Cessna 421.
- 1 Piper PA-23 Aztec.
- 1 Cirrus SR20.
- 1 Aero Commander 500.

## Accidentes e incidentes
- El 23 de junio de 1967, una Cessna 185 (VH-MFG) se estrelló mientras volaba de Telefomin a Olsobip, Papúa Nueva Guinea. Nunca se encontró el avión ni los cuerpos del piloto ni los dos pasajeros.[18]
- El 22 de diciembre de 1968, una Cessna 180 (PI-C452) se estrelló cerca del pueblo de Quezon, Palawan, Filipinas, matando al piloto y al pasajero. Estaban realizando un envío de suministros de rutina a algunos misioneros australianos que trabajaban en el área de Quezón y, después de realizar el envío, experimentaron una falla en el motor. El avión chocó contra cocoteros y se estrelló aproximadamente a 100 metros de una playa donde el piloto intentaba realizar un aterrizaje de emergencia.[19]
- El 31 de diciembre de 1969, una Cessna 185 se estrelló contra una montaña a gran altura mientras volaba a través de un desfiladero escarpado. El lugar estaba en las cercanías de una aldea de Nueva Guinea donde dos misioneros fueron emboscados y asesinados el 25 de septiembre de 1968. Paul, el hijo de 10 años de los Newman, salió despedido de los escombros y escapó de heridas graves. Se informa que los mismos miembros de la tribu que habían participado en la emboscada cuidaron al muchacho mientras esperaba su rescate. Cuando llegaron los rescatistas, se dice que los aldeanos exclamaron: "Les rogamos por su amistad".[20]
- El 23 de julio de 1979, un GAF Nomad (PK-MAJ) se estrelló en la provincia de Papúa Occidental (Indonesia) mientras volaba de Jayapura a Boma. Su único ocupante, el piloto, murió.[21]
- El 25 de mayo de 1987, un De Havilland Canada DHC-6 Twin Otter (PK-MAM) se estrelló contra un barranco mientras volaba entre Wamena (Nueva Guinea Occidental) e Ilaga (Provincia Central) en Indonesia, falleciendo siete de sus treinta ocupantes.[22]
- El 17 de diciembre de 1994, un De Havilland Canada DHC-6 Twin Otter (P2-MFS) se estrelló en Papúa Nueva Guinea mientras se dirigía desde Tabubil al cercano pueblo de Selbang. Murieron 28 personas, incluidos tanto la tripulación como todos los pasajeros. El avión chocó contra una montaña.[23]
- El 28 de agosto de 1999, un De Havilland Canada DHC-6 Twin Otter fue secuestrado en el aeropuerto de Kopiago, Fugwa (Papúa Nueva Guinea). No hubo heridos, pero la aeronave fue robada.[24]
- El 13 de abril de 2006, una Cessna 208 Caravan (5H-ZBZ) que volaba de Dodoma a Haydom, en Tanzania, que llevaba médicos y enfermeros al Hospital Luterano de Haydom, aterrizó de emergencia en un campo cercano a su destino en medio de una tormenta. No hubo muertos entre sus nueve ocupantes.[25]
- El 22 de mayo del 2000, un Britten-Norman Islander fue secuestrado mientras volaba de Erave a Batri (Papúa Nueva Guinea).[26]
- EL 22 de febrero de 2005, un De Havilland Canada DHC-6 Twin Otter (P2-MFQ) se estrelló en las montañas del oeste de Papúa Nueva Guinea mientras volaba de Tabubil a Wobagen. Sus dos pilotos murieron, pero no sus diez ocupantes.[27]
- El 23 de marzo de 2006, una Cessna 206 se estrelló cerca de Tari, en Papúa Nueva Guinea, matando a su piloto e hiriendo a tres pasajeros. Según los informes, el piloto había entrado en la zona del circuito alrededor del aeródromo de Tari, pero nunca llegó a la pista.[28]
- El 16 de octubre de 2008, el piloto de un Gippsland GA8 (VH-WRT) murió cuando se estrelló durante un vuelo a varias comunidades aborígenes australianas en la Tierra de Arnhem, Australia.[29]
- El 11 de marzo de 2011, una Cessna 208 Caravan (PK-MAD) sufrió daños al salirse de la pista tras aterrizar en el aeropuerto de Mulia, procedente de Jayapura, en Indonesia No hubo fallecidos entre sus diez ocupantes.[30]
- El 30 de mayo de 2017, una Cessna 208 Caravan (PK-MPS) sufrió daños tras un fuerte aterrizaje en el aeropuerto de Ilaga, procedente de Nabire, Indonesia. No hubo fallecidos entre sus cinco ocupantes.[31]
- El 14 de febrero de 2020, una Cessna 208 Caravan (P2-MAI) sufrió daños al aterrizar en Miyanmin, procedente de Telefomin, Papúa Nueva Guinea. No hubo fallecidos entre sus once ocupantes.[32]
- El 19 de marzo de 2020, una Cessna 208 Caravan (P2-MAF) se salió de la pista en el aeropuerto de Yenkisa, procedente de Kompiam, Papúa Nueva Guinea. No hubo fallecidos entre sus cuatro ocupantes.[33]
- El 12 de mayo de 2020, un avión Quest Kodiak 100 (PK-MEC) se estrelló en la zona del lago Sentani en Indonesia pocos minutos después de despegar del Aeropuerto de Sentani. El piloto murió mientras realizaba un vuelo en solitario desde Jayapura a Tolikara transportando carga.[34]
- El 10 de marzo de 2021, una Cessna 208 Caravan (PK-MAD) se salió de la pista de hierba del pueblo de Angguruk, proveniente de Wamena, Indonesia. Su único ocupante, el piloto, salió ileso.[35]